# Droit du maître et du serviteur
Dans l'histoire de la common law et du droit du travail, le droit du maître et du serviteur (anglais: Law of Master and Servant) est le modèle dominant de la conception des relations industrielles en droit du travail anglais  au XVIIIe siècle et au XIXe siècle. Ce cadre jurisprudentiel de common law fondait le règlement des litiges ouvriers à cette époque. De plus, la common law de l'époque se trouve confirmée par des lois statutaires anglaises ou coloniales comme les Master and Servant Acts (Lois sur le maître et le serviteur), adoptées entre 1823 et 1856, qui exigent la loyauté et l'obéissance des ouvriers envers leurs patrons industriels. Il s'agit du cadre légal rigide contre lequel se sont battues les premières organisations ouvrières au moment où le syndicalisme apparaît pour la première fois dans l'histoire.